# La Pulzella d'Orléans (dramma)
La Pulzella d'Orléans o La vergine d'Orléans (in tedesco, Die Jungfrau von Orléans) è un dramma in cinque atti di Friedrich Schiller, scritto nel 1801 a Lipsia. 
La trama ripercorre la vita di Giovanna d'Arco. Nel prologo sono introdotti i protagonisti; nei cinque atti sono presentati altrettanti momenti salienti della vita della Pulzella. Nel finale, Giovanna è condannata al rogo e, contrariamente a quanto accaduto in realtà, riesce a liberarsi dai vincoli che la tengono legata al palo ove avrebbe dovuto subire il supplizio, lanciandosi nella battaglia che si è scatenata sulla piazza di Rouen; qui è tuttavia colpita a morte mentre combatte. 
Con Schiller vivente, il dramma fu rappresentato numerose volte.

## Adattamenti
Dal dramma di Friedrich Schiller sono state tratte tre opere liriche:
- Giovanna d'Arco (1845), di Giuseppe Verdi (musica) e Temistocle Solera (libretto)
- La Pulzella d'Orléans (1881), di Pëtr Il'ič Čajkovskij (musica e libretto)
- Das Mädchen aus Domrémy (1976), di Giselher Klebe (musica e libretto)